# Theridion piliphilum
Theridion piliphilum är en spindelart som beskrevs av Embrik Strand 1907. Theridion piliphilum ingår i släktet Theridion och familjen klotspindlar. Inga underarter finns listade i Catalogue of Life.